# George Walsh
George Walsh (16 de março de 1889 - 13 de junho de 1981) foi um ator de cinema estadunidense que atuou principalmente na era do cinema mudo. Atuou em 80 filmes entre 1914 e 1936.

## Carreira

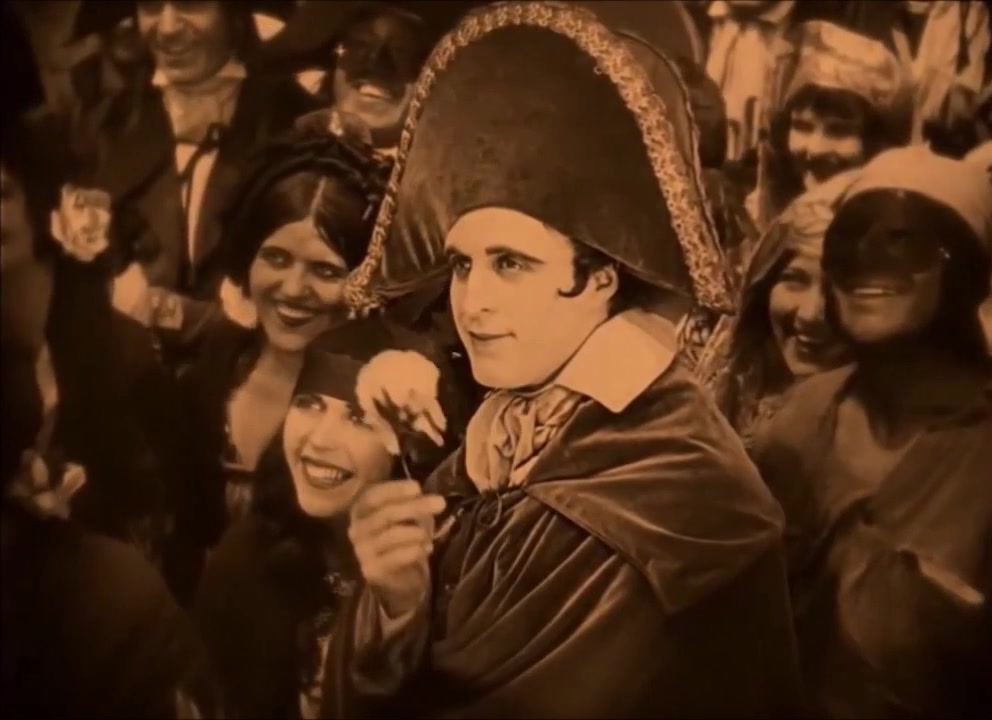
George Walsh em Rosita.

Walsh nasceu em Nova Iorque, filho de Thomas Walsh, imigrante irlandês, e Elizabeth Brough, descendente de irlandeses e espanhóis. Era o irmão mais novo do diretor cinematográfico Raoul Walsh. Estudou na High School of Commerce, em Nova Iorque, onde se graduou em 1911, tendo participado do baseball, natação, entre outros esportes, e assim como seu irmão mais velho, era membro da fraternidade Omega Gamma Delta. Frequentou também as Universidades Fordham e Georgetown.
Quando seu irmão Raoul foi para a Fox , em 1915, George Walsh  foi também, e começou a atuar em pequenos papéis. Sua primeira incursão no cinema foi uma pequena ponta no filme The Birth of a Nation, não-creditado, em 1915. A seguir atuou em vários curta-metragens, além de filmes como Don Quixote (1915), The Serpent (1916) e Intolerance (1916).
Walsh foi inicialmente escolhido para ser o Ben-Hur para o filme italiano que começou com a Goldwyn Pictures em 1923, mas foi herdado pela Metro-Goldwyn-Mayer após o estúdio emergir, em 1924, da fusão do Metro Studios, Goldwyn Pictures e Louis B. Mayer Studios. Durante essa transição, Walsh e o diretor Charles Brabin foram substituídos por Ramón Novarro e o diretor Fred Niblo.
Seu último filme foi Put on the Spot, que estreou em 3 de outubro de 1936, pela Victory Pictures Corporation.

## Vida pessoal e morte

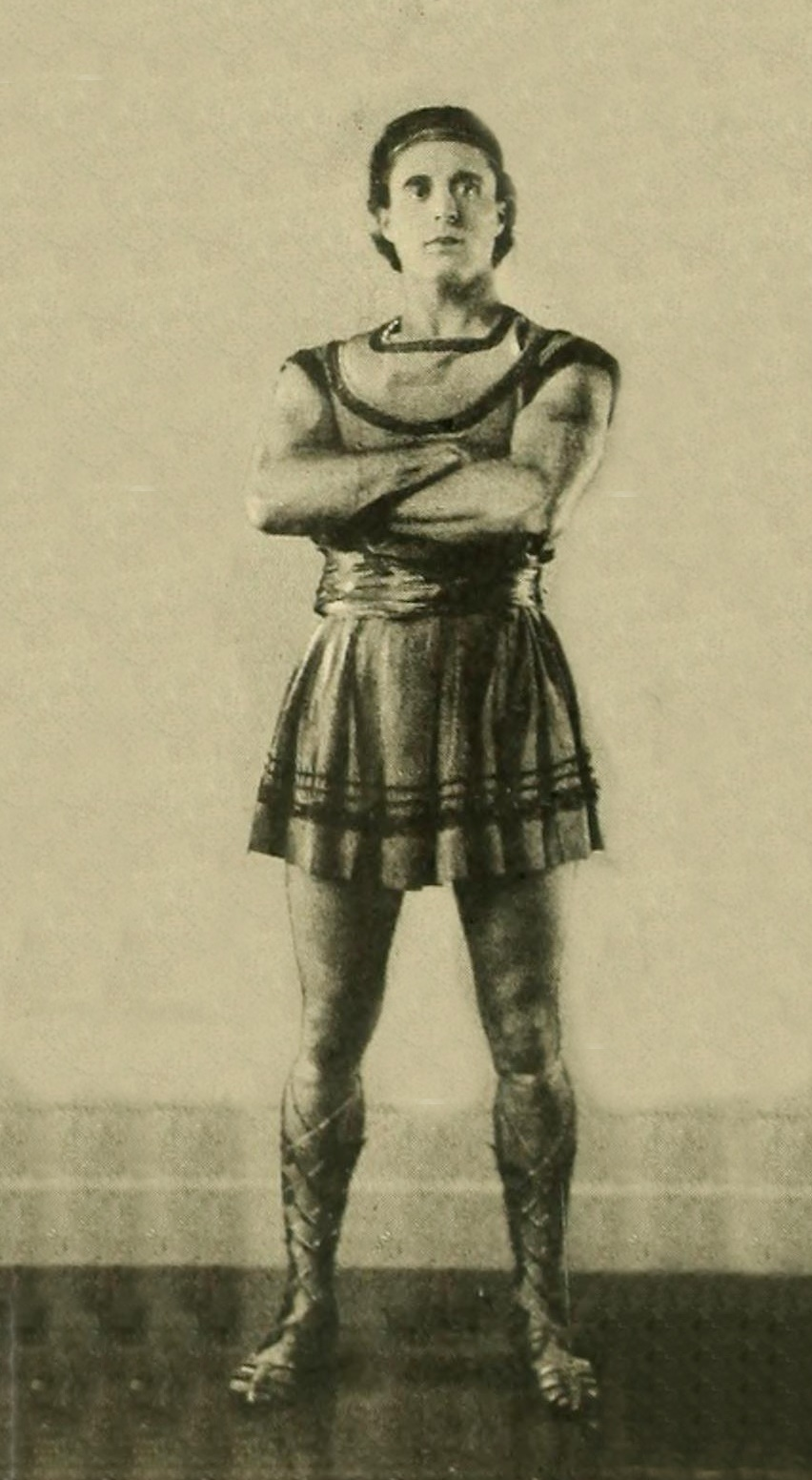
George Walsh em Ben-Hur

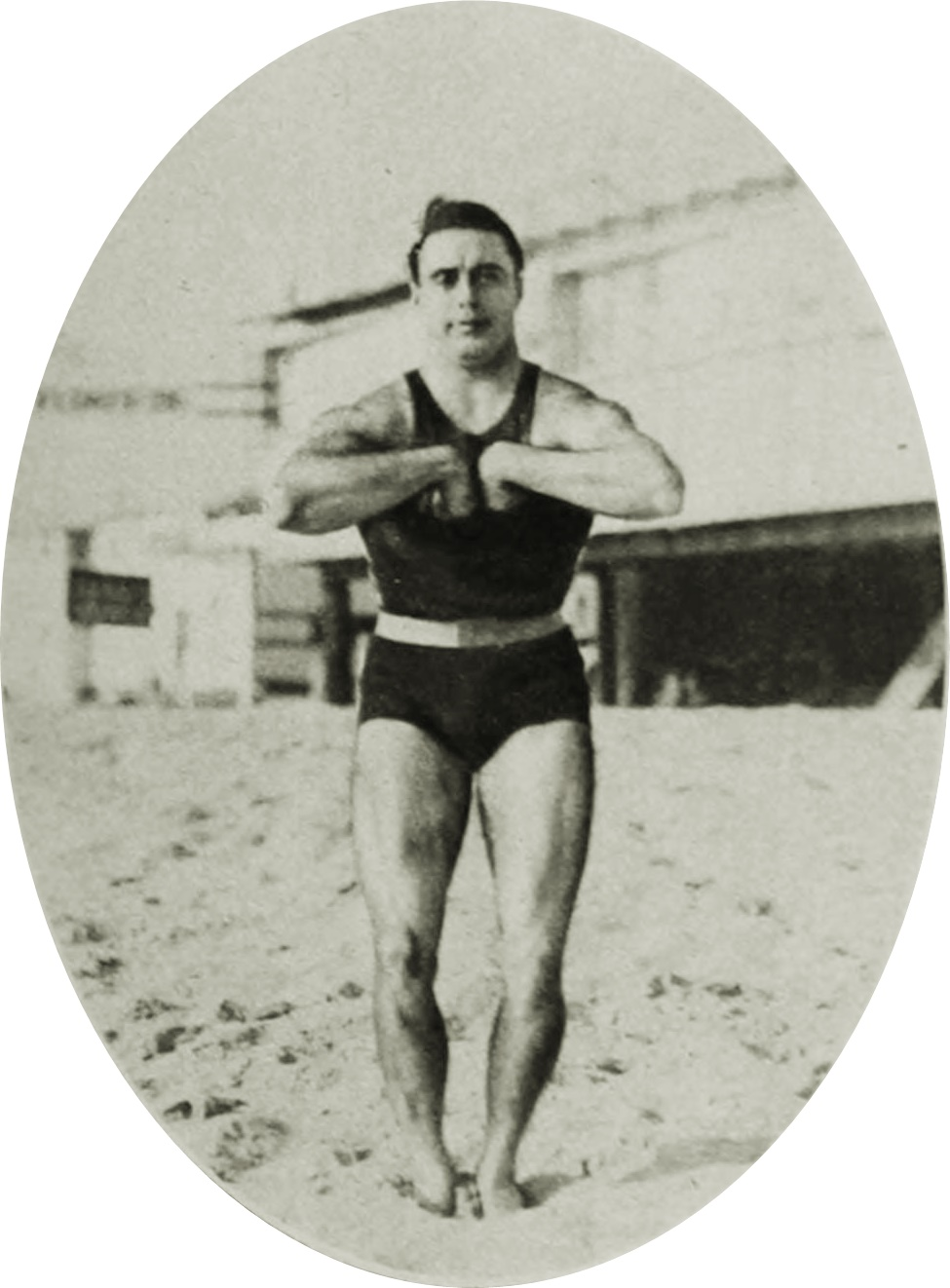
George Walsh na Praia

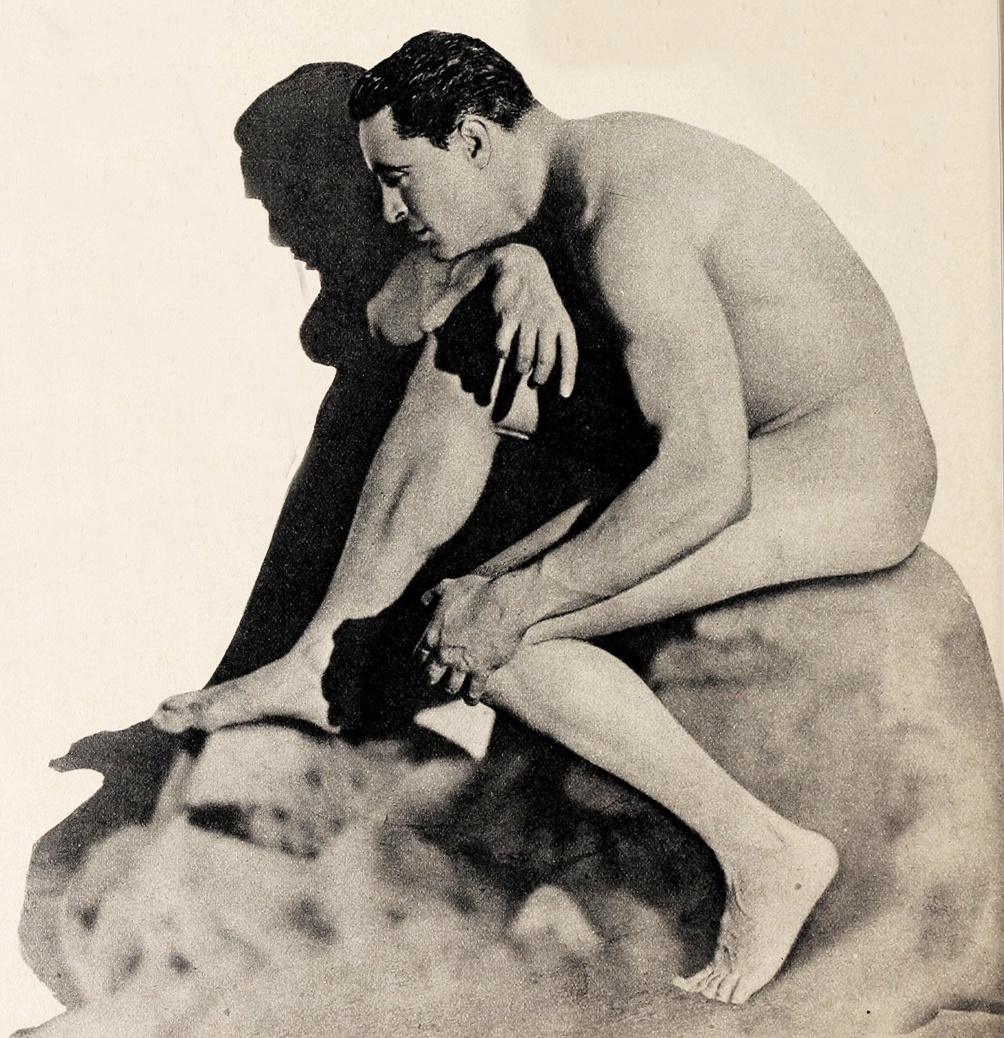
George Walsh em nu artistico

De 1916 a 1924, Walsh foi casado com a atriz Seena Owen. Conheceu Seena Owens durante o filme Princess Beloved, e casaram em fevereiro de 1916, mas o relacionamento terminou logo, sob a alegação de que ela havia tentado matá-lo. Tiveram uma filha chamada Patricia.
Segundo o Find a Grave, George Walsh está sepultado no San Gabriel Cemetery, ao lado de Winifred Craven Walsh (que viveu entre 1911 e 1966), havendo a possibilidade de ela ter sido sua segunda esposa. Há informações não oficiais de que eles teriam dois filhos, Thomas Walter Walsh e George Walsh, Jr. (1946-2013). No livro Raoul Walsh, The True Adventures of Hollywood's Legendary Director, de 2011, George Walsh, Jr. é citado como sobrinho de Raoul Walsh, filho de seu irmão George, o que corrobora tais afirmações. Esse mesmo livro cita que George pode ter usado o nome Scanlon no início de sua carreira.
Walsh morreu em Pomona, Califórnia, de pneumonia, alguns meses após o falecimento de seu irmão mais velho Raoul Walsh, que morrera no mesmo ano, em janeiro. Foi sepultado no San Gabriel Cemetery, em Los Angeles.

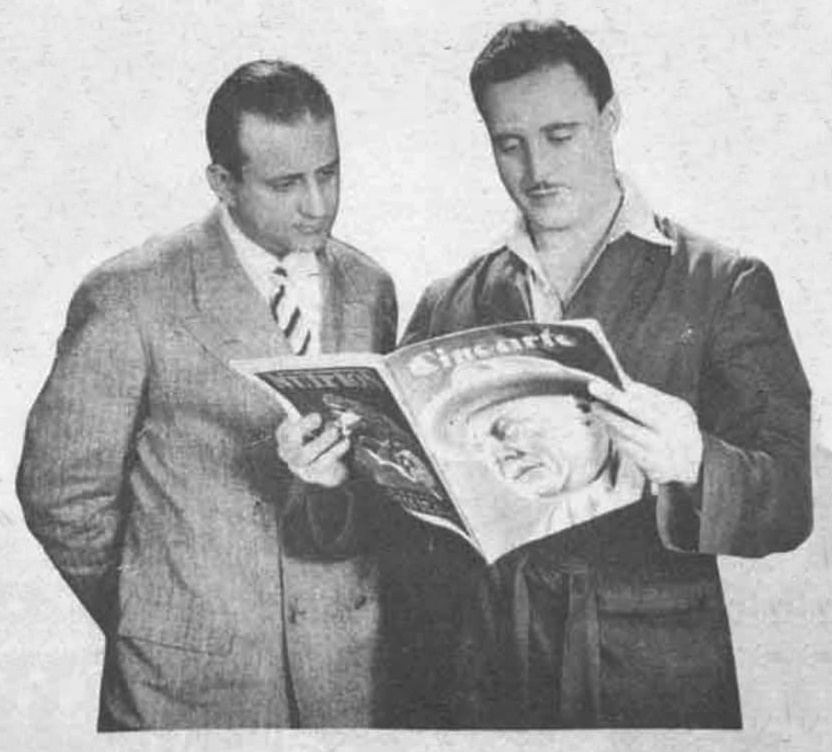
George Walsh com a Revista Brasileira Cinearte, 1927.

## Filmografia
- The Birth of a Nation (1915) (Não Creditado)
- The Fencing Master (1915)
- A Bad Man and Others (1915)
- Don Quixote (1915)
- The Serpent (1916)
- Blue Blood and Red (1916)
- Gold and the Woman (1916)
- The Beast (1916)
- Intolerance (1916)
- The Island of Desire (1917)
- Melting Millions (1917)
- The Book Agent (1917)
- The Honor System (1917)
- The Pride of New York (1917)
- The Yankee Way (1917)
- Some Boy! (1917)
- Jack Spurlock, Prodigal (1918)
- On the Jump (1918)
- The Kid Is Clever (1918) (Ele Mesmo)
- Luck and Pluck (1919)
- Never Say Quit (1919)
- Help! Help! Police! (1919)
- Putting One Over (1919)
- The Winning Stroke (1919)
- The Shark (1920)
- A Manhattan Knight (1920)
- Dynamite Allen (1921)
- With Stanley in Africa (1922)
- Vanity Fair (1923)
- Rosita (1923)
- Slave of Desire (1923)
- Reno (1923)
- The Miracle Makers (1923)
- Souls for Sale (1923) - (Ele Mesmo - Não Creditado)
- American Pluck (1925)
- Blue Blood (1925)
- Ben- Hur (1925) (gravou quase todo o filme, mas foi substituido por Ramon Novarro)[8]
- A Man of Quality (1926)
- The Prince of Broadway (1926)
- The Test of Donald Norton (1926)
- Striving for Fortune (1926)
- Back to Liberty (1927)
- The Broadway Drifter (1927)
- The Winning Oar (1927)
- His Rise to Fame  (1927)
- Combat (1927)
- Inspiration (1928)
- Me and My Gal (1932)
- Out of Singapore (1932)
- The Return of Casey Jones (1933)
- The Bowery (1933)
- Black Beauty (1933)
- Cleopatra (1934)
- The Live Wire (1936)
- Step On It (1936)
- Pinto Rustlers (1936)